# American Roots: Blues
American Roots: Blues — альбом-компіляція блюзового співака і гітариста Джиммі Докінса, випущений лейблом Ichiban Records 14 травня 2002 року. Записаний в 1994, 1995, 1997 роках на студії KALA Studios в Атланті.

## Список композицій
1. «Lonesome Blues» (Джиммі Докінс, С. Добінес) — 6:04
2. «Begging Business» (Тревіс Геддікс) — 3:49
3. «Can't Hide My Love» (С. Добінес, Рік Міллер) — 5:08
4. «Down, Down Baby» (Скотт Еллісон, Джон Гудвін) — 3:19
5. «Me, My Gitar and the Blues» (Джиммі Докінс, Рік Міллер) — 6:48
6. «Cold as Hell» (Майк Лоренс) — 4:50
7. «Right to Quit You» (Лусіус Парр) — 3:53
8. «Lonely Guitar Man» (Джиммі Докінс, С. Добінес) — 5:18
9. «Know Your Lover» (Лусіус Парр) — 4:40
10. «Down with the Blues»  (Джиммі Докінс, С. Добінес) — 6:42

## Учасники запису
- Джиммі Докінс — гітара і вокал
- Френсін Рід — вокал (4)
- Вейн Гойнс — гітара (1-3, 7-10)
- Майк Лоренс — ритм-гітара (4-6)
- Генрі Паррілла — клавішні (1-3)
- Стіві Макрей — клавішні (1, 4-10)
- Френк Амато — орган (4,5)
- Леброн Скотт — бас
- Джон Рід — труба (2)
- Ерні Бейкер — труба (8)
- Тед Дортч — саксофон (8)
- Джон Лонго — саксофон (2)
- Нік Лонго — саксофон (2)
- Браєн Коул — ударні
- Рей Скотт — ударні (7-10)

### Технічний персонал
- Браєн Коул — продюсер
- Едді Міллер — інженер
- Емметт Мартін — фото обкладинки
- Майкл Шевальє — дизайн